# Славов (село)
Славов (укр. Славів) — село в Черняховском районе Житомирской области Украины. Административный центр Славовского сельского совета.
основано в 1651 году.
Код КОАТУУ — 1825687403. Население по переписи 2001 года составляет 213 человек. Почтовый индекс — 12331. Телефонный код — 4134. Занимает площадь 0,91 км².
В полукилометре южнее села находилась чешская колония.
Алиновка, ныне упраздненная.

## Адрес местного совета
12331, Житомирская область, Черняховский р-н, с.Селянщина, ул.Творогова, 43